# Alexandre Luigini
Alexandre Clément Léon Joseph Luigini (Lió, 1850 - París, 1906) fou un compositor i músic francès. Era fill del músic italià naturalitzat francès Giuseppe Luigini.
Ingressà en el Conservatori de París, on es dedicà a l'estudi del violí i de la composició, tenint per professors respectivament en Massart i Savard. Després aconseguí una plaça de violí solista en el Gran Teatre de Lió, en el feu representar el 1870 el ball d'espectacle Le rêve de Nicette, partitura del qual n'era autor. Nomenat professor d'harmonia en el Conservatori de la seva vila natal, i més tard en la classe d'òpera d'aquest, desenvolupà amb èxit la seva tasca, i el 1897 fou cridat a París per dirigir l'orquestra de l'Òpera Còmica, lloc en el qual va romandre fins al 1902, però el 1904 tornà a encarregar-se de la direcció de l'orquestra d'aquell teatre, després d'haver romàs una temporada al front de l'orquestra del teatre Líric.
Escriví, a més de la ja citada, les obres següents:
- Anges et démons (1876, ball d'espectacle;
- Les caprices de Margot (1877), òpera còmica;
- La reine des fleurs (1878), òpera còmica;
- Les noces d'Ivanowna, ballet rus (1883);

Els balls d'espectacle:
- Le vivouac (1899);
- Les écharpes (1891);
- Le meunier (1892);
- Arlequin écolier (1894);
- Rayon d'or
- Rose et papillon (estrenada el 1891 a Montpeller);
- Daurilha (Tolosa (1894).

A més, és autor, de l'opereta Faublas, estrenada el 1881 en el teatre Cluny de París; de la cantata Gloria victis, que fou executada a Belfort el 1887 en ocasió d'una festa patriòtica, i de diverses composicions de menor importància, com la Marche de l'Emir, una marxa solemne, i tres quartets per a instruments de corda (que foren objecte d'una recompensa), etc.